# Vernalossom
주식회사 Vernalossom(일본어: 株式会社Vernalossom, 영어: Vernalossom Co. Ltd.)은 일본의 연예 회사로, 도쿄도 지요다구에 본사를 두고 있다.
전 회사명은 주식회사 AKS(일본어: 株式会社AKS, 영어: AKS Co., Ltd.). 회사는 AKB48의 주요 창시자인 아키모토 야스시 (Akimoto) · 쿠보타 야스시 (Kubota) · 시바 고타로 (Shiba)의 머리 글자를 유래해 AKS로 사업명으로. AKB48 그룹의 운영 관리 회사로 상표권을 보유하고 있다.
2020년 1월 20일, 동년 2월에 사명을 「주식회사 Vernalossom(일본어: 株式会社Vernalossom, 영어: Vernalossom Co., Ltd.)」로 갱신, 국내의 AKB48 그룹의 운영에서 철수하고, 일본 국외의 9개 그룹과 아이즈원의 운영을 실시하는 것을 발표했다.
2022년 11월 1일, MNL48 멤버 셰키나 이가르타 아르자가 개인활동을 위해 이적을 했다. 그동안 해외자매그룹 관리하는 파트너십 매니저먼트 였지만 개인활동을 위해 해외 자매 그룹 에서 개인 아티스트로 공식적으로 Vernalossom 넘어온거 처음이다. 해외자매그룹 통틀어 최초로 개인 매니저먼트로 활동하게 된다.
2023년 4월 1일, 모든 사업을 자회사인 주식회사 Superball에 양도했다.

## 소속 아티스트

### 그룹
운영 관리
- JKT48 (IDN Media / JKT48 Operation Team (Indonesia Musik Nusantara))
- BNK48 (Independent Artists Management)
- MNL48 (Hallo Hallo Entertainment)
- AKB48 Team SH (상하이 샹위에 문화 발전 유한 공사)
- AKB48 Team TP (하오옌 엔터테인먼트 유한 공사)
- CGM48 (Independent Artists Management)
- KLP48 (48 Entertainment SDN. BHD.)